# Голубева, Галина Павловна
Галина Павловна Голубева (14 февраля 1930, Владычино, Коммунистический район, Московская область, РСФСР, СССР — 3 августа 2012, Лунёво, Московская область) — Герой Социалистического Труда (8 апреля 1971).

## Биография
Птичница Братцевского производственного птицеводческого объединения Солнечногорского района Московской области. Участвовала в работе АКСО.